# همگان برای هیچ
"همگان برای هیچ" (بهانگلیسی: All for Nothing) ترانهای از گروه راک آمریکایی لینکین پارک است. این دومین ترانه از آلبوم ضیافت شکار است. این آلبوم در نمودار راک انگلستان در شماره ۲۳ قرار گرفته‌است، هرچند که به عنوان تک‌آهنگ منتشر نشده‌است. این ترانه توسط مایک شینودا و براد دلسون سراییده شده‌است.

## خواننده
این ترانه توسط چستر بنینگتون و مایک شینودا با همکاری ویژه پیج همیلتون خوانده شده‌است.

## حضور در بازی‌های ویدئویی
ترانه همگان برای هیچ در یکی از بهترین سری بازی‌های ویدئویی ورزشی-فوتبالی جهان، فوتبال تکاملی حرفه‌ای ۲۰۱۵ وجود دارد.

## جدول
| جدول سال ۲۰۱۴                     | جایگاه |
| --------------------------------- | ------ |
| UK Rock - Official Charts Company | ۲۳     |